# Campeonato de Clubes de la CFU 2010
La Copa de clubes Campeones de la CFU 2010 fue la XII edición en la historia del Campeonato de Clubes de la CFU. Se disputó entre el 16 de marzo y el 9 de mayo de 2010. El torneo de este año fue un evento de tres rondas que finalizó con una ronda final de cuatro equipos a tener lugar del 5 al 9 de mayo en Puerto Rico.
Los tres primeros lugares clasifican a la fase preliminar de Concacaf Liga Campeones 2010-2011. Fue una edición en el que el club boricua Puerto Rico Islanders haría historia al ser el primer equipo no perteneciente a Jamaica o a Trinidad y Tobago que se titula campeón del torneo.

## Equipos participantes
Originalmente participarían 17 clubes pertenecientes a 9 países en el Campeonato de Clubes de la CFU 2010. Elite SC de las Islas Caimán fue añadido a la lista de clubes de la primera ronda de la Copa de Clubes Campeones de la CFU, haciendo necesarios algunos cambios en el calendario de juegos de la competencia. El comunicado de la integración del Elite FC fue un día antes de iniciar el torneo en la página oficial de CONCACAF. El torneo cambió a 18 clubes pertenecientes a 10 países, el grupo B se amplió a 4 equipos. A su vez, se produjo la primera intervención de un equipo de Bermudas en el torneo, el Devonshire Cougars.

### Representantes por país
| País                                 | Equipo                                          | Vía de clasificación                                                                                               |
| ------------------------------------ | ----------------------------------------------- | --- |
| Antillas Neerlandesas 2 cupos        | Centro Barber S.V. Hubentut Fortuna             | Campeón Campeonato de las Antillas Neerlandesas 2008-09 Subcampeón Campeonato de las Antillas Neerlandesas 2008-09 |
| Bermudas 1 cupo                      | Devonshire Cougars                              | Campeón Liga Premier de Bermudas 2008-09                                                                           |
| Dominica* 1 cupo                     | Centre Bath Estate FC                           | Campeón Campeonato de fútbol de Dominica 2009                                                                      |
| Guyana 2 cupos                       | Guyana Defence Force Alpha United FC            | Campeón GFF Superliga 2008-09 Subcampeón GFF Superliga 2008-09                                                     |
| Haití 2 cupos                        | Tempête FC Racing                               | Campeón Liga de fútbol de Haití 2009 Serie de Apertura Campeón Liga de fútbol de Haití 2009 Serie de Clausura      |
| Islas Caimán* 1 cupo                 | Elite SC                                        | Campeón CIFA Premier League 2008-09                                                                                |
| Puerto Rico 3 cupos                  | Puerto Rico Islanders River Plate PR Bayamón FC | USL First Division 2009 Campeón Puerto Rico Soccer League 2009 Campeón Puerto Rico Soccer League Play Off Cup 2009 |
| San Vicente y las Granadinas 2 cupos | System 3 FC Avenues United FC                   | Campeón NLA Premier League 2008-09 Subcampeón NLA Premier League 2008-09                                           |
| Surinam 2 cupos                      | WBC SV Leo Victor                               | Campeón Hoofdklasse 2008-09 Subcampeón Hoofdklasse 2008-09                                                         |
| Trinidad y Tobago 2 cupos            | San Juan Jabloteh Joe Public FC                 | Campeón TT Pro League 2009 Subcampeón TT Pro League 2009                                                           |

[*] Se retiraron del Campeonato de Clubes de la CFU 2010 antes de iniciar sus partidos respectivos.

## Primera ronda
Los ganadores de su grupo, los equipos en segundo lugar y el mejor equipo en tercer lugar avanzarán a la segunda ronda junto con los cuadros ya inseminados Puerto Rico Islanders, Tempete FC de Haití y San Juan Jabloteh de Trinidad y Tobago que serán distribuidos en grupos de cuatro y tres equipos. 
La Unión de Fútbol del Caribe anunció que Elite FC, el club de Islas Caimán, se retiró del campeonato de clubes de la CFU y Defence Force de Guyana tuvo que ser traslado a otro grupo debido a dificultades de viaje e inmigración. Los cambios redujeron al Grupo B a dos equipos, Bayamón FC de Puerto Rico y System 3 de San Vicente y Las Granadinas, aumentando el grupo D a cuatro. Ambos equipos del grupo se clasificarán automáticamente, pero Bayamón FC y System 3 jugarán para la siembra de la segunda ronda.
Center Bath Estate de Dominica, se retiró de la Copa de Clubes Campeones del Caribe, porque le fue imposible conseguir un vuelo en Guyana para sus partidos de grupo de la primera ronda de grupo. El calendario de juegos del grupo D tuvo que ser retrasado para dar cabida a la adición de Defence Force. El club de Guyana iba a jugar originalmente en el Grupo B en Puerto Rico, pero no pudo conseguir las visas necesarias para ingresar a la Isla debido a problemas con la inmigración de EE. UU.

### Grupo A
| Equipo                | Pts | PJ | PG | PE | PP | GF | GC | Dif |
| --------------------- | --- | -- | -- | -- | -- | -- | -- | --- |
| River Plate PR        | 9   | 3  | 3  | 0  | 0  | 12 | 2  | +10 |
| Racing                | 4   | 3  | 1  | 1  | 1  | 3  | 4  | -1  |
| Centro Barber         | 3   | 3  | 1  | 0  | 2  | 3  | 6  | -3  |
| S.V. Hubentut Fortuna | 1   | 3  | 0  | 1  | 2  | 3  | 9  | -6  |

| Fecha       | Lugar      | Local                 | Resultado | Visitante             |
| ----------- | ---------- | --------------------- | --------- | --------------------- |
| 16 de marzo | Willemstad | River Plate PR        | 3:1       | Racing                |
| 16 de marzo | Willemstad | Centro Barber         | 3:1       | S.V. Hubentut Fortuna |
| 18 de marzo | Willemstad | S.V. Hubentut Fortuna | 1:5       | River Plate PR        |
| 18 de marzo | Willemstad | Centro Barber         | 0:1       | Racing                |
| 20 de marzo | Willemstad | Racing                | 1:1       | S.V. Hubentut Fortuna |
| 20 de marzo | Willemstad | Centro Barber         | 0:4       | River Plate PR        |

### Grupo B
| Equipo              | Pts | PJ | PG | PE | PP | GF | GC | Dif |
| ------------------- | --- | -- | -- | -- | -- | -- | -- | --- |
| Bayamón FC          | 4   | 2  | 1  | 1  | 0  | 6  | 2  | +4  |
| System 3 FC         | 1   | 2  | 0  | 1  | 1  | 2  | 6  | -4  |
| Elite SC (retirado) | 0   | 0  | 0  | 0  | 0  | 0  | 0  | 0   |

| Fecha       | Lugar   | Local      | Resultado | Visitante   |
| ----------- | ------- | ---------- | --------- | ----------- |
| 27 de marzo | Bayamón | Bayamón FC | 4:0       | System 3 FC |
| 28 de marzo | Bayamón | Bayamón FC | 2:2       | System 3 FC |

### Grupo C
| Equipo             | Pts | PJ | PG | PE | PP | GF | GC | Dif |
| ------------------ | --- | -- | -- | -- | -- | -- | -- | --- |
| Joe Public         | 9   | 3  | 3  | 0  | 0  | 18 | 5  | +13 |
| Avenues United FC  | 4   | 3  | 1  | 1  | 1  | 5  | 9  | -4  |
| SV Leo Victor      | 3   | 3  | 1  | 0  | 2  | 9  | 9  | 0   |
| Devonshire Cougars | 1   | 3  | 0  | 1  | 2  | 6  | 15 | -9  |

| Fecha       | Lugar     | Local              | Resultado | Visitante          |
| ----------- | --------- | ------------------ | --------- | ------------------ |
| 19 de marzo | Kingstown | SV Leo Victor      | 3:4       | Joe Public         |
| 19 de marzo | Kingstown | Avenues United FC  | 2:2       | Devonshire Cougars |
| 21 de marzo | Kingstown | Devonshire Cougars | 2:5       | SV Leo Victor      |
| 21 de marzo | Kingstown | Avenues United FC  | 0:6       | Joe Public         |
| 23 de marzo | Kingstown | Joe Public         | 8:2       | Devonshire Cougars |
| 23 de marzo | Kingstown | Avenues United FC  | 3:1       | SV Leo Victor      |

### Grupo D
| Equipo                        | Pts | PJ | PG | PE | PP | GF | GC | Dif |
| ----------------------------- | --- | -- | -- | -- | -- | -- | -- | --- |
| Alpha United FC               | 4   | 2  | 1  | 1  | 0  | 4  | 2  | +2  |
| WBC                           | 4   | 2  | 1  | 1  | 0  | 3  | 2  | +1  |
| Guyana Defence Force          | 0   | 2  | 0  | 0  | 2  | 2  | 5  | -3  |
| Center Bath Estate (retirado) | 0   | 0  | 0  | 0  | 0  | 0  | 0  | 0   |

| Fecha       | Lugar      | Local                | Resultado | Visitante            |
| ----------- | ---------- | -------------------- | --------- | -------------------- |
| 26 de marzo | Georgetown | Guyana Defence Force | 1:2       | WBC                  |
| 28 de marzo | Georgetown | Alpha United FC      | 1:1       | WBC                  |
| 30 de marzo | Georgetown | Alpha United FC      | 3:1       | Guyana Defence Force |

## Segunda ronda
Los cuatro ganadores de grupo de la segunda ronda, avanzarán a la etapa final de la liguilla a jugarse en Trinidad y Tobago.
La CFU anunció que Alpha United cambiará sede con Leo Víctor de Surinam en la segunda ronda de la Copa de Campeones de Clubes del Caribe, para permitir que los partidos se jueguen tal como fue calendarizado, y evitar retrasos de viaje debido a las restricciones de EE. UU. para el club de Guyana. Alpha United tenía que jugar en el grupo E en Puerto Rico, territorio estadounidense, pero requisitos de visado para los guyaneses hizo improbable que el club viajara a tiempo a la isla para la etapa de grupo que tendría lugar del 13 al 17 de abril.
Leo Víctor pasa a jugar en el grupo E junto con los Islanders de Puerto Rico y Racing Gonaives de Haití, mientras que Alpha United es desplazado al grupo F en Marabella, Trinidad y Tobago, enfrentará al cuadro local San Juan Jabloteh y al River Plate de Puerto Rico. 
La CFU anunció que los clubes Tempete FC y Leo Victor han sido obligados a retirarse de su campeonato de clubes. Tempete de Haití tuvo que retirarse del torneo tras tener dificultades en obtener visas para entrar a Puerto Rico. Tempete iba a participar en el grupo G junto con el Bayamón FC de Puerto Rico y Avenues United del San Vicente. Leo Victor de Surinám se retiró del torneo por razones económicas. El equipo iba a participar en el grupo E junto con el Puerto Rico Islanders y Racing Gonaives de Haití. Por eso el grupo E y el grupo G se compondrán de solo dos equipos.

### Grupo E
| Equipo                | Pts | PJ | PG | PE | PP | GF | GC | Dif |
| --------------------- | --- | -- | -- | -- | -- | -- | -- | --- |
| Puerto Rico Islanders | 6   | 2  | 2  | 0  | 0  | 5  | 0  | +5  |
| Racing                | 0   | 2  | 0  | 0  | 2  | 0  | 5  | -5  |
| Leo Victor (retirado) | 0   | 0  | 0  | 0  | 0  | 0  | 0  | 0   |

| Fecha       | Lugar   | Local                 | Resultado | Visitante             |
| ----------- | ------- | --------------------- | --------- | --------------------- |
| 16 de abril | Bayamón | Racing                | 0:2       | Puerto Rico Islanders |
| 18 de abril | Bayamón | Puerto Rico Islanders | 3:0       | Racing                |

### Grupo F
| Equipo            | Pts | PJ | PG | PE | PP | GF | GC | Dif |
| ----------------- | --- | -- | -- | -- | -- | -- | -- | --- |
| San Juan Jabloteh | 6   | 2  | 2  | 0  | 0  | 3  | 0  | +3  |
| River Plate PR    | 1   | 2  | 0  | 1  | 1  | 1  | 2  | -1  |
| Alpha United FC   | 1   | 2  | 0  | 1  | 1  | 1  | 3  | -2  |

| Fecha       | Lugar     | Local             | Resultado | Visitante       |
| ----------- | --------- | ----------------- | --------- | --------------- |
| 14 de abril | Marabella | San Juan Jabloteh | 2:0       | Alpha United FC |
| 16 de abril | Marabella | Alpha United FC   | 1:1       | River Plate PR  |
| 18 de abril | Marabella | San Juan Jabloteh | 1:0       | River Plate PR  |

### Grupo G
| Equipo                | Pts | PJ | PG | PE | PP | GF | GC | Dif |
| --------------------- | --- | -- | -- | -- | -- | -- | -- | --- |
| Bayamón FC            | 6   | 2  | 2  | 0  | 0  | 8  | 2  | +6  |
| Avenues United FC     | 0   | 2  | 0  | 0  | 2  | 2  | 8  | -6  |
| Tempete FC (retirado) | 0   | 0  | 0  | 0  | 0  | 0  | 0  | 0   |

| Fecha       | Lugar   | Local             | Resultado | Visitante         |
| ----------- | ------- | ----------------- | --------- | ----------------- |
| 12 de abril | Bayamón | Avenues United FC | 2:5       | Bayamón FC        |
| 15 de abril | Bayamón | Bayamón FC        | 3:0       | Avenues United FC |

### Grupo H
| Equipo      | Pts | PJ | PG | PE | PP | GF | GC | Dif |
| ----------- | --- | -- | -- | -- | -- | -- | -- | --- |
| Joe Public  | 6   | 2  | 2  | 0  | 0  | 8  | 1  | +7  |
| WBC         | 3   | 2  | 1  | 0  | 1  | 2  | 5  | -3  |
| System 3 FC | 0   | 2  | 0  | 0  | 2  | 1  | 5  | -4  |

| Fecha       | Lugar     | Local      | Resultado | Visitante   |
| ----------- | --------- | ---------- | --------- | ----------- |
| 14 de abril | Marabella | Joe Public | 5:0       | WBC         |
| 16 de abril | Marabella | WBC        | 2:0       | System 3 FC |
| 18 de abril | Marabella | Joe Public | 3:1       | System 3 FC |

## Tercera ronda
La fase final de liga tendrá lugar en Macoya, Trinidad y Tobago, del 5 al 9 de mayo en el estadio Lee Marvin, hogar del Joe Public, y los tres primeros lugares clasifican a la fase preliminar de Concacaf Liga Campeones 2010-2011.

### Grupo final
| Equipo                | Pts | PJ | PG | PE | PP | GF | GC | Dif |
| --------------------- | --- | -- | -- | -- | -- | -- | -- | --- |
| Puerto Rico Islanders | 7   | 3  | 2  | 1  | 0  | 5  | 1  | +4  |
| Joe Public            | 4   | 3  | 1  | 1  | 1  | 3  | 4  | -1  |
| San Juan Jabloteh     | 3   | 3  | 1  | 0  | 2  | 4  | 3  | +1  |
| Bayamón FC            | 3   | 3  | 1  | 0  | 2  | 4  | 8  | -4  |

| Fecha     | Lugar  | Local                 | Resultado | Visitante             |
| --------- | ------ | --------------------- | --------- | --------------------- |
| 5 de mayo | Macoya | Puerto Rico Islanders | 3:0       | Bayamón FC            |
| 5 de mayo | Macoya | Joe Public            | 1:0       | San Juan Jabloteh     |
| 7 de mayo | Macoya | Joe Public            | 1:1       | Puerto Rico Islanders |
| 7 de mayo | Macoya | San Juan Jabloteh     | 4:1       | Bayamón FC            |
| 9 de mayo | Macoya | San Juan Jabloteh     | 0:1       | Puerto Rico Islanders |
| 9 de mayo | Macoya | Joe Public            | 1:3       | Bayamón FC            |

| Campeón                         |
| Puerto Rico Islanders 1º título |

## Clasificados aConcacaf Liga Campeones 2010-2011
| Puerto Rico Islanders | Joe Public | San Juan Jabloteh |
| --------------------- | ---------- | ----------------- |

## Goleadores
| Pos. | Jugador         | Club                  | Goles |
| ---- | --------------- | --------------------- | ----- |
| 1    | Kerry Baptiste  | Joe Public            | 9     |
| 2    | Jason Marcano   | San Juan Jabloteh     | 5     |
| 2    | Kendall Watson  | Bayamón               | 5     |
| 4    | Josh Hansen     | Puerto Rico Islanders | 4     |
| 4    | Marcus Joseph   | Joe Public            | 4     |
| 4    | Stefano Rijssel | Leo Victor            | 4     |
| 4    | Juan Sara       | River Plate           | 4     |
| 4    | Conrad Smith    | Joe Public            | 4     |